# الجمعية السعودية للعمل التطوعي
الجمعية السعودية للعمل التطوعي (تكاتف) منظمة سعودية متخصصة غير ربحية. وهي مرخصة من وزارة العمل والتنمية الاجتماعية (السعودية) برقم ترخيص (611). تعمل الجمعية على نشر ثقافة العمل التطوعي، وتعزيز مفهوم المواطنة الصالحة بين أفراد المجتمع في المملكة العربية السعودية، من خلال تنظيم الجهود التطوعية بين المتطوعين والجهات المستفيدة، ونشر وتطوير ثقافة العمل التطوعي وغرس مفهوم المبادرة والشعور بالمسؤولية. وتسعى الجمعية أن تكون الأولى من نوعها في مجال الأعمال التطوعية على مستوى المملكة من خلال العمل في قطاعات مختلفة وتقديم أعمال ونشاطات متميزة ذات قيمة للمجتمع وتزويد المتطوعين بالمهارات اللازمة التي تمكنهم من القيام بالإعمال التطوعية بما يلبي حاجة وتطلعات المجتمع.

## الرؤية
مجتمع متكامل غني بثقافة العمل التطوعي.

## الرسالة
تأسيس منظومة متكاملة متعددة الروافد للعمل التطوعي بالشراكة مع أفراد ومؤسسات المجتمع.

## الأهداف
- إنشاء قاعدة بيانات للعمل التطوعي في المملكة العربية السعودية.
- بناء شراكات مع جميع القطاعات الحكومية والخاصة.
- العمل على تنظيم سياسات وتشريعات الأعمال التطوعية وتذليل معوقاتها.
- تنفيذ دورات تعريفية وتدريبية للأفراد (المتطوعين) والمنظمات التي تستقطب المتطوعين.
- رفع الوعي بالعمل التطوعي وتعزيزه.
- توثيق وحفظ الساعات التطوعية واستخراج قيمتها الاقتصادية بالريال السعودي.[2]

## القيم
التميز في الأداء، الشراكة، الشفافية، العمل بروح الجماعة، المهنية.

## الخدمات
- التدريب والتوعية في مجال العمل التطوعي.
- ربط راغبي العمل التطوعي بالجهات المستفيدة.
- تقديم الدعم للمجموعات التطوعية وفق اتفاقيات قانونية.
- تنظيم برامج تطوعية لخدمة المجتمع.
- تنظيم الفعاليات والندوات في مجال العمل التطوعي.
- تنفيذ وتقديم الاستشارات والدراسات والاحصائيات في مجال العمل التطوعي.
- توثيق وحفظ الساعات التطوعية واستخراج قيمتها الاقتصادية بالريال السعودي.